# Banco Ambrosiano
El Banco Ambrosiano va ser un banc catòlic, amb seu a Milà. El banc del Vaticà, l'Institut per a les Obres de Religió, en tenia una participació directa i indirecta majoritària. Creat el 1896, va fer fallida durant el papat de Joan Pau II, quan Roberto Calvi (1920-1982), anomenat «banquer de Déu», n'era el president el 1982 en mig d'un escàndol financer, amb una pèrdua estimada entre 1200 i 1300 milions de dòlars.
L'institut, creat el 1896 per voluntat de l'advocat Giuseppe Tovini, va tenir un èxit apreciable des del principi, aprofitant el moment d'expansió econòmica. Per tal de conservar el seu caràcter de «banc catòlic», els empleats havien de presentar un certificat de bateig juntament amb un certificat de fe pel rector de la parròquia. La gestió dels primers 60 anys de l'institut va estar marcada per una gran prudència al mercat bancari: la rica burgesia milanesa i les diòcesis llombardes hi van dipositar els seus actius. El 1975, Roberto Calvi que hi havia començat com empleat senzill en va esdevenir el president.
Des dels anys 1970, aconsellat per Michele Sindona (1920-1986), el cardenal Paul Marcinkus, cap de l'Institut per a les Obres de Religió, via el Banco Ambrosiano en concertació estreta amb Calvi, va investir en empreses fantasma d'Amèrica Llatina i les Bahames, Liechtenstein i Luxemburg, va finançar la compra d'armes, netejar diners de la màfia i altres fraus no gaire compatibles amb la moral catòlica oficial. El 1982, la Banca Central d'Itàlia va descobrir el forat del Banco Ambrosiano. El 7 de juny, Calvi se'n va anar a Londres per negociar amb l'Opus Dei una manera de tapar-lo i evitar la fallida. El 18 de juny, el van trobar mort penjat sota el pont de Black Friars probablement un assassinat disfressat de suïcidi. El mateix dia, la seva secretària va saltar per una finestra, «suïcidada», també.
Sindona, condemnat a 25 anys, va morir enverinat a la presó de Voghera el 1986 pocs dies abans d'haver de testimoniejar.